# Gruta do Escoural
Die Gruta do Escoural (deutsch „Grotte von Escoural“) ist eine Höhle, die sich etwa drei Kilometer östlich der Stadt  Santiago do Escoural in Portugal befindet.

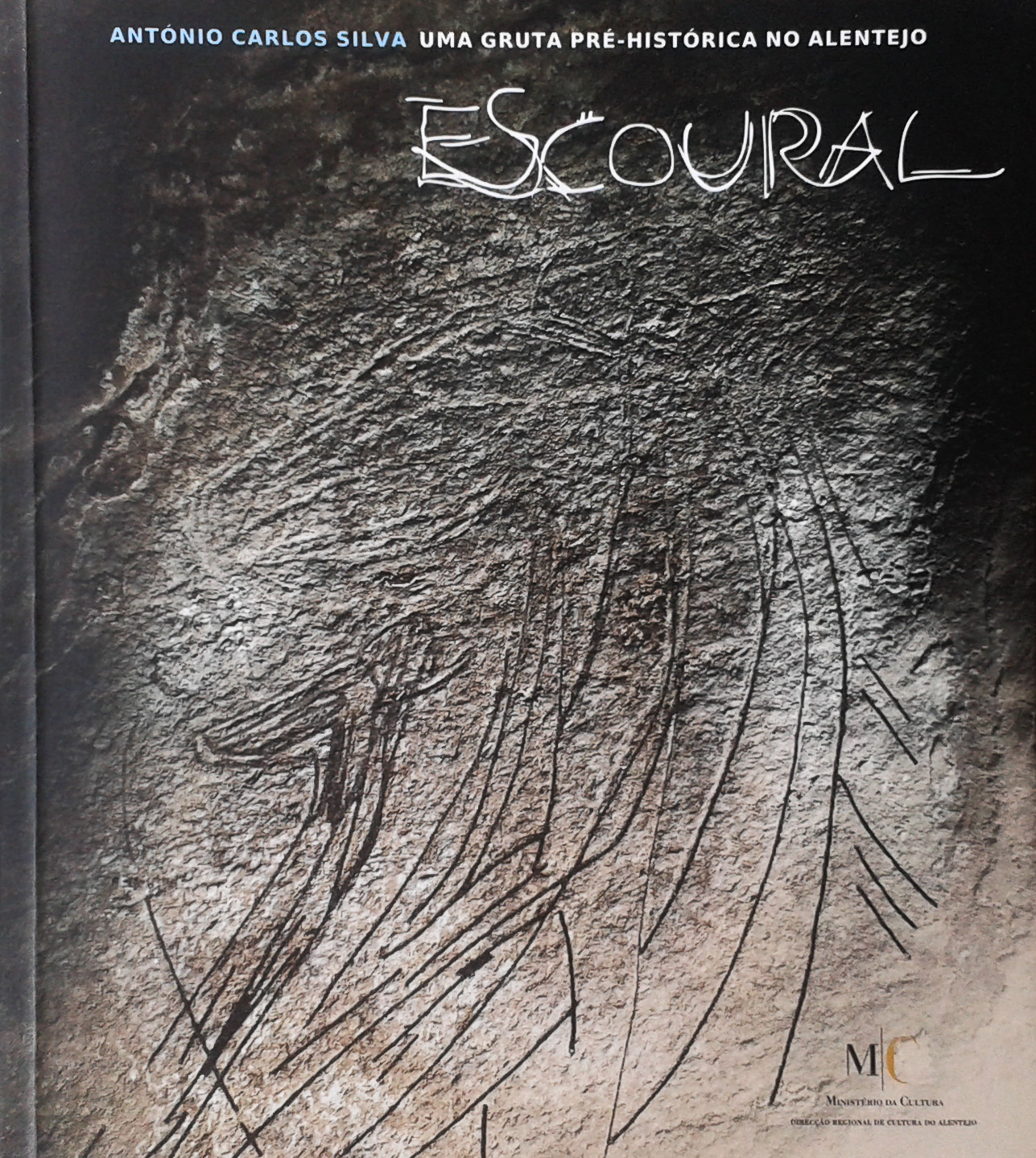
Abbildung auf der Titelseite

## Geschichte
Die Höhle liegt auf dem Gelände eines Marmorsteinbruches und wurde 1963 bei Sprengungen entdeckt. Dabei wurde ein künstlicher Zugang zum hinteren Teil der Tropfsteinhöhle geschaffen, der heutige Eingang. Der ursprüngliche Zugang lag am Südhang der Felsen und war verschüttet. Nach der Entdeckung erfolgt eine archäologische Untersuchung der Höhlensedimente.

### Altsteinzeit
Eine älteste Nutzung der Höhle durch den Neandertaler erfolgte während der Mittleren Altsteinzeit und wird durch einige Quarzartefakte bezeugt.
Escoural wurde bekannt als die einzige portugiesische Höhle mit Wandmalereien (schwarze und rote Strichzeichnungen) und Gravuren aus dem Paläolithikum. Sie bestehen aus abstrakten Motiven, vor allem aber aus zoomorphen Darstellungen (Pferde, Rinder). Die Forschungen haben Anhaltspunkte für eine relative Chronologie ergeben. Die ältesten Bilder sind schwarze figürliche Strichzeichnungen, darauf folgen Gravuren mit U- und V-förmiger Strichsektion. Darüber finden sich Zeichnungen in roter Farbe. Am jüngsten sind feinstrichige Gravuren. Aus stilistischen Gründen werden die Darstellungen ins mittlere und obere Solutréen datiert.

### Jungsteinzeit
Während der Jungsteinzeit und/oder der Kupferzeit diente die Höhle als Begräbnisplatz. Die Toten wurden mit den Beigaben (Keramiken, Steinbeilen, Klingen etc.) auf den Höhlenboden gelegt. Das von der Decke tropfende kalkgesättigte Wasser überzog die Skelette und Beigaben mit einer harten Kalkschicht. Absolute Daten, gewonnen aus den Knochen dieser Schicht, datieren die Nekropole in die Mitte des 3. Jahrtausends v. Chr.

## Umgebung der Höhle
Auf dem Felsen oberhalb der Höhle liegen die Reste einer kupferzeitlichen, mit halbrunden Bastionen bewehrten Befestigung der so genannten Castrokultur, die zum größten Teil dem Steinbruch zum Opfer gefallen ist. Auf den darunter liegenden Felsen befinden sich z. T. reiche Gravuren mit Bukranien, einfachen Schälchen und sonstigen Motiven.
In ca. 500 m Entfernung von der Höhle, wurde auf einer Anhöhe im Jahre 1964 eine Tholos entdeckt und ausgegraben.

## Wissenschaftliche Sammlungen
Im Museum von Montemor-o-Novo kann man Farbdias von der Höhle und eine kleine Auswahl von Funden sehen. Das übrige Fundmaterial aus der Höhle und von der Tholos befindet sich im Museu Nacional de Arqueologia in Lissabon.

## Gegenwärtige Situation
Die Höhle wurde bereits 1963 vom portugiesischen Staat als Nationaldenkmal (Monumento Nacional) betrachtet und unter Schutz gestellt. Damit verbunden war die Einstellung der Sprengungen und   Steinbrucharbeiten im Nahbereich der Höhle. Die Erschließung der Höhle für Fachpublikum und den Tourismus brachte den Einbau von Beleuchtungsanlagen und die Ebnung von Wegen mit sich. In der Folge veränderte sich das Mikroklima zum Nachteil der Höhle: Feuchtigkeit und Licht förderten das Wachstum von eingeschleppten Bakterien, Pilzen und Moosen. Nach Hinweisen der französischen Universität von Bordeaux musste dem Schutz der originalen Farbpigmente und des Höhleninneren eine viel größere Aufmerksamkeit geschenkt werden. Mit Hilfe internationaler Experten wurde von der portugiesischen Regierung ein Nationaler strategischer Rahmenplan für dieses einzigartige Kulturdenkmal aufgestellt. Technische Vorkehrungen (auch eine Klimaüberwachungsanlage) werden zum Schutz der Umweltbedingungen in der Höhle geschaffen, der Zutritt wird künftig stark eingeschränkt werden, um eine mikrobiologische Kontaminierung zu verhindern. Gleichzeitig soll das Museum von Montemor-o-Novo aufgewertet werden.